# Niacin
I Niacin sono stati un trio di musicisti statunitensi formatosi nel 1996. Sono coinvolti principalmente nell'ambito musicale della fusion, del progressive rock e del jazz.

## Curiosità
- L'album High Bias contiene una cover di Birdland dei Weather Report dall'album Heavy Weather.
- Il nome del gruppo è lo stesso di una sostanza chimica: la Niacina o anche vitamina B3. B3 è anche un modello di organo Hammond, lo stesso modello che appunto è usato da John Novello.

## Formazione
- John Novello - tastiera (1996-2014)
- Billy Sheehan - basso (1996-2014)
- Dennis Chambers - batteria (1996-2014)

## Discografia

### Album in studio
- 1996 - Niacin
- 1998 - High Bias
- 2000 - Deep
- 2001 - Time Crunch
- 2005 - Organik
- 2013 - Krush

### Album dal vivo
- 1997 - Live
- 2000 - Live! Blood, Sweat & Beers

### DVD
- 2000 - Live in Tokyo